# Mattia Zaccagni
Mattia Zaccagni 16. červen 1995 Cesena, Itálie) je italský fotbalový záložník, který hraje v italském Laziu a v italském národním týmu.

## Přestupy
- z Verona do Lazio za 200 000 Euro (hostování)
- z Verona do Lazio za 7 100 000 Euro

## Statistika

### Klubová
| Sezóna           | Klub             | Liga                 | Liga   | Liga | Ligové poháry | Ligové poháry | Ligové poháry | Kontinentální poháry | Kontinentální poháry | Kontinentální poháry | Celkem | Celkem |
| Sezóna           | Klub             | Soutěž               | Zápasy | Góly | Soutěž        | Zápasy        | Góly          | Soutěž               | Zápasy               | Góly                 | Zápasy | Góly   |
| ---------------- | ---------------- | -------------------- | ------ | ---- | ------------- | ------------- | ------------- | -------------------- | -------------------- | -------------------- | ------ | ------ |
| 2012/13          | Bellaria         | Lega Pro 2 Divisione | 6      | 0    | -             | 0             | 0             | -                    | 0                    | 0                    | 6      | 0      |
| 2013/14          | Verona           | Serie A              | 0      | 0    | IP            | 0             | 0             | -                    | 0                    | 0                    | 0      | 0      |
| 2014/15          | Benátky          | Lega Pro             | 33     | 1    | IP            | 2             | 0             | -                    | 0                    | 0                    | 35     | 1      |
| 2015/16          | Verona           | Serie A              | 3      | 0    | IP            | 1             | 0             | -                    | 0                    | 0                    | 4      | 0      |
| 2016             | Cittadella       | Lega Pro             | 12     | 0    | -             | 0             | 0             | -                    | 0                    | 0                    | 12     | 0      |
| 2016/17          | Verona           | Serie B              | 26     | 2    | IP            | 1             | 0             | -                    | 0                    | 0                    | 27     | 2      |
| 2017/18          | Verona           | Serie A              | 6      | 0    | IP            | 1             | 0             | -                    | 0                    | 0                    | 7      | 0      |
| 2018/19          | Verona           | Serie B              | 29+2   | 3+1  | IP            | 2             | 0             | -                    | 0                    | 0                    | 33     | 4      |
| 2019/20          | Verona           | Serie A              | 34     | 2    | IP            | 1             | 0             | -                    | 0                    | 0                    | 35     | 2      |
| 2020/21          | Verona           | Serie A              | 36     | 5    | IP            | 1             | 0             | -                    | 0                    | 0                    | 37     | 5      |
| srp. 2021        | Verona           | Serie A              | 2      | 2    | IP            | 1             | 0             | -                    | 0                    | 0                    | 3      | 2      |
| Celkem za Veronu | Celkem za Veronu | Celkem za Veronu     | 138    | 15   | -             | 8             | 0             | -                    | 0                    | 0                    | 146    | 15     |
| 2021/22          | Lazio            | Serie A              | 29     | 4    | IP            | 2             | 0             | EL                   | 5                    | 1                    | 36     | 5      |
| 2022/23          | Lazio            | Serie A              | 35     | 10   | IP            | 2             | 0             | EL+EKL               | 5+3                  | 0                    | 45     | 10     |
| 2023/24          | Lazio            | Serie A              | 28     | 6    | IP+IS         | 2+0           | 1             | LM                   | 6                    | 0                    | 36     | 7      |
| 2024/25          | Lazio            | Serie A              | ?      | ?    | IP            | ?             | ?             | EL                   | ?                    | ?                    | ?      | ?      |
| Celkem za Lazio  | Celkem za Lazio  | Celkem za Lazio      | 92     | 20   | -             | 6             | 1             | -                    | 19                   | 1                    | 117    | 22     |
| Celkově          | Celkově          | Celkově              | 281    | 36   | -             | 16            | 1             | -                    | 19                   | 1                    | 316    | 38     |

### Reprezentační

#### Statistika na velkých turnajích
| Reprezentace | Rok     | Zápasy             | Zápasy | Zápasy     | Zápasy           | Zápasy           | Zápasy   |
| Reprezentace | Rok     | Fáze turnaje       | Datum  | Soupeř     | Odehraných minut | Vstřelené branky | Výsledek |
| ------------ | ------- | ------------------ | ------ | ---------- | ---------------- | ---------------- | -------- |
| Itálie       | ME 2024 | 2 zápas ve skupině | 20. 6. | Španělsko  | 26               | 0                | 0:1      |
| Itálie       | ME 2024 | 3 zápas ve skupině | 24. 6. | Chorvatsko | 9                | 1                | 1:1      |
| Itálie       | ME 2024 | Osmifinále         | 29. 6. | Švýcarsko  | 45               | 0                | 0:2      |

#### Reprezentační branka
| Gól | Datum       | Stadion                         | Soupeř     | Skóre | Výsledek | Soutěž            |
| --- | ----------- | ------------------------------- | ---------- | ----- | -------- | ----------------- |
| 010 | 24. 6. 2024 | Red Bull Arena, Lipsko, Německo | Chorvatsko | 1:1   | 1:1      | ME 2024 – skupina |

## Úspěchy

### Klubové

#### Národní
- vítěz 3. italské ligy (1x)

Cittadella: 2015/16

### Reprezentační
- 1× na ME (2024)